# Ребиссо, Луис
Луис Томас Ребиссо (англ. Louis Rebisso; имя при рождении Луиджи Томмазо Ребиссо; 1837, Италия — 3 мая 1899 или 2 мая 1899, Норвуд, Огайо) — американский скульптор.

## Биография

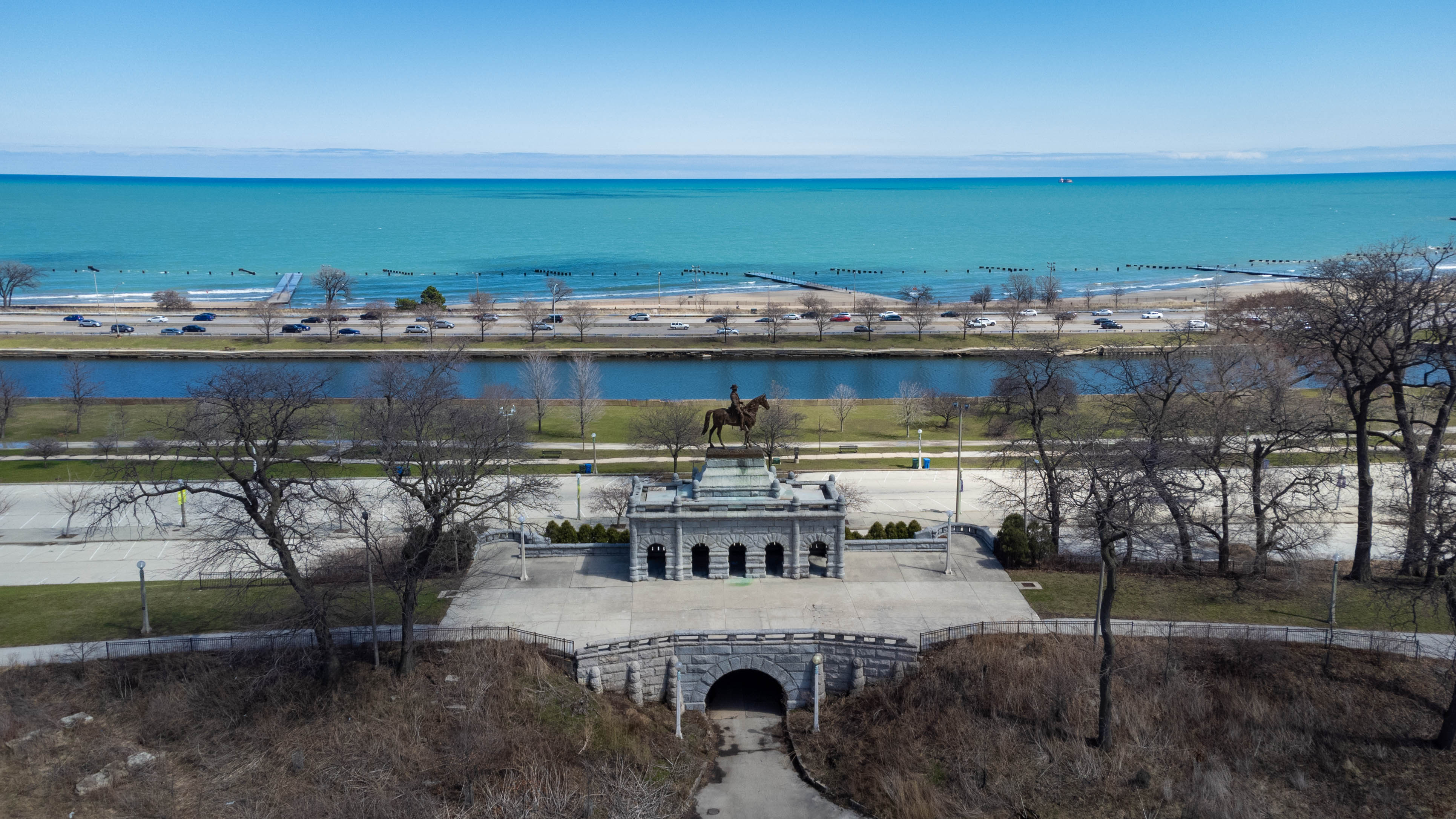
Памятник генералу Улиссу Гранту, общий вид

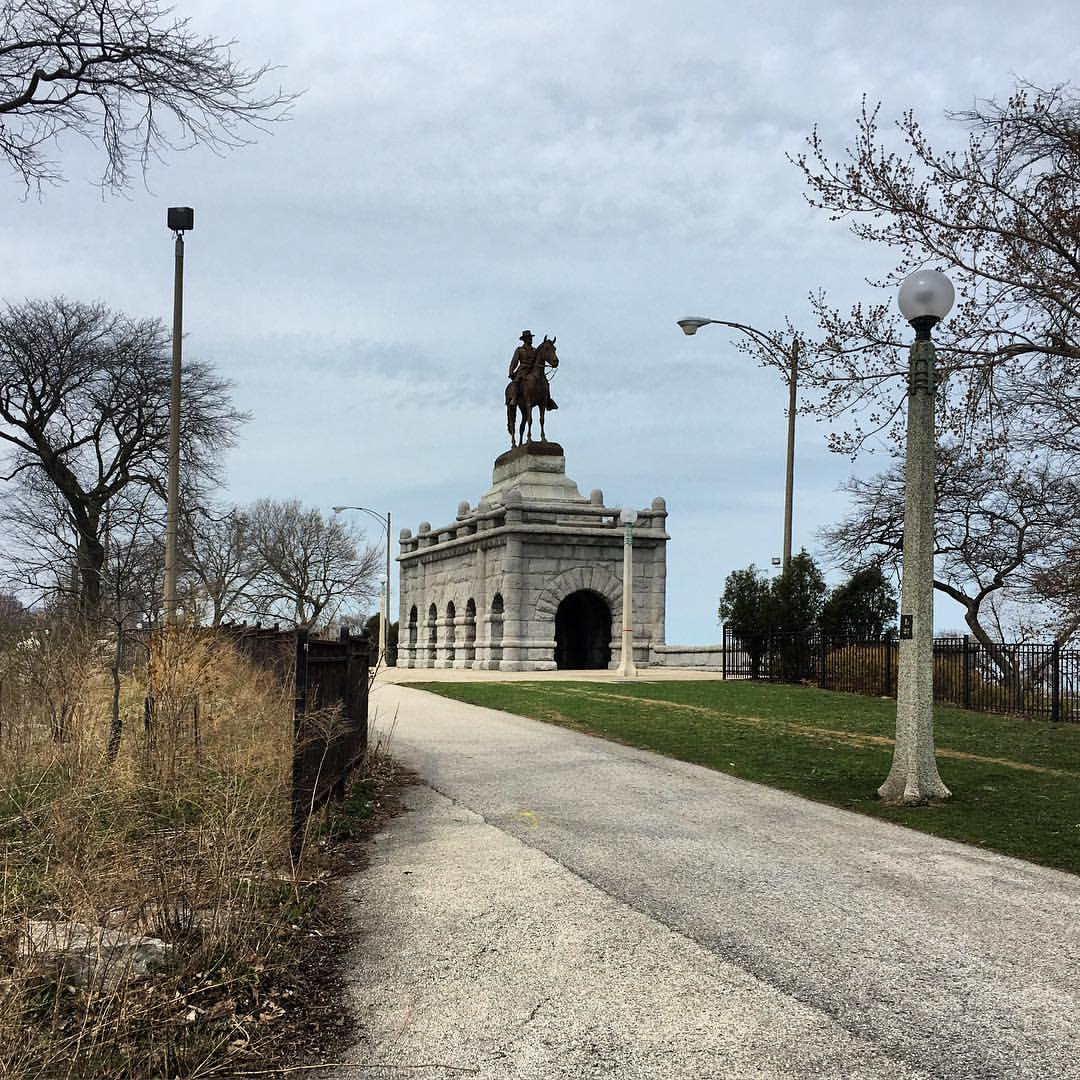
Памятник генералу Улиссу Гранту, вид с каменной террасы

Луиджи Томмазо Ребиссо родился в 1837 году в Италии, где учился на скульптора. Согласно версии, восходящей к устным свидетельствам самого скульптора, он, сочувствуя идеям Рисорджименто, 20-летним юношей вошёл в число сторонников Мадзини, и, возможно, имел какое-то отношение к экспедиции Пизакане, потому что в 1857 году был вынужден бежать из Италии в США (реальная причина, впрочем, могла отличаться от вышеописанной).
В США, где в то время наблюдался определённый дефицит профессиональных скульпторов, Ребиссо, на родине не успевший завершить своё образование, быстро стал востребованным мастером. В США пользовался американизированным вариантом своего имени: Луис Томас (или просто Луис).
Несколько лет проработав в Бостоне, переехал в Цинциннати, штат Огайо, где преподавал скульптуру в местной Академии художеств. Ребиссо обучал как мужчин, так и женщин; среди его учеников были Солон Борглум (который планировал стать художником, и которого Ребиссо натолкнул на мысль заняться скульптурой), Клемент Барнхорн, Энид Янделл и другие.
Хотя дело Рисорджименто в Италии в конечном итоге увенчалось успехом, Ребиссо не стал возвращаться в Италию, а вместо этого остался в США.
В США Ребиссо стал известен как мастер создания конных памятников. Из числа его работ особенно известны:
- Памятник президенту США генералу Уильяму Генри Гаррисону в Цинциннати
- Памятник президенту США генералу Улиссу Гранту в Чикаго
- Памятник генералу армии Северян Джеймсу Бердсею Макферсону в Вашингтоне, округ Колумбия

Скончался Ребиссо в 1899 году одном из пригородов города Цинциннати.

## Галерея

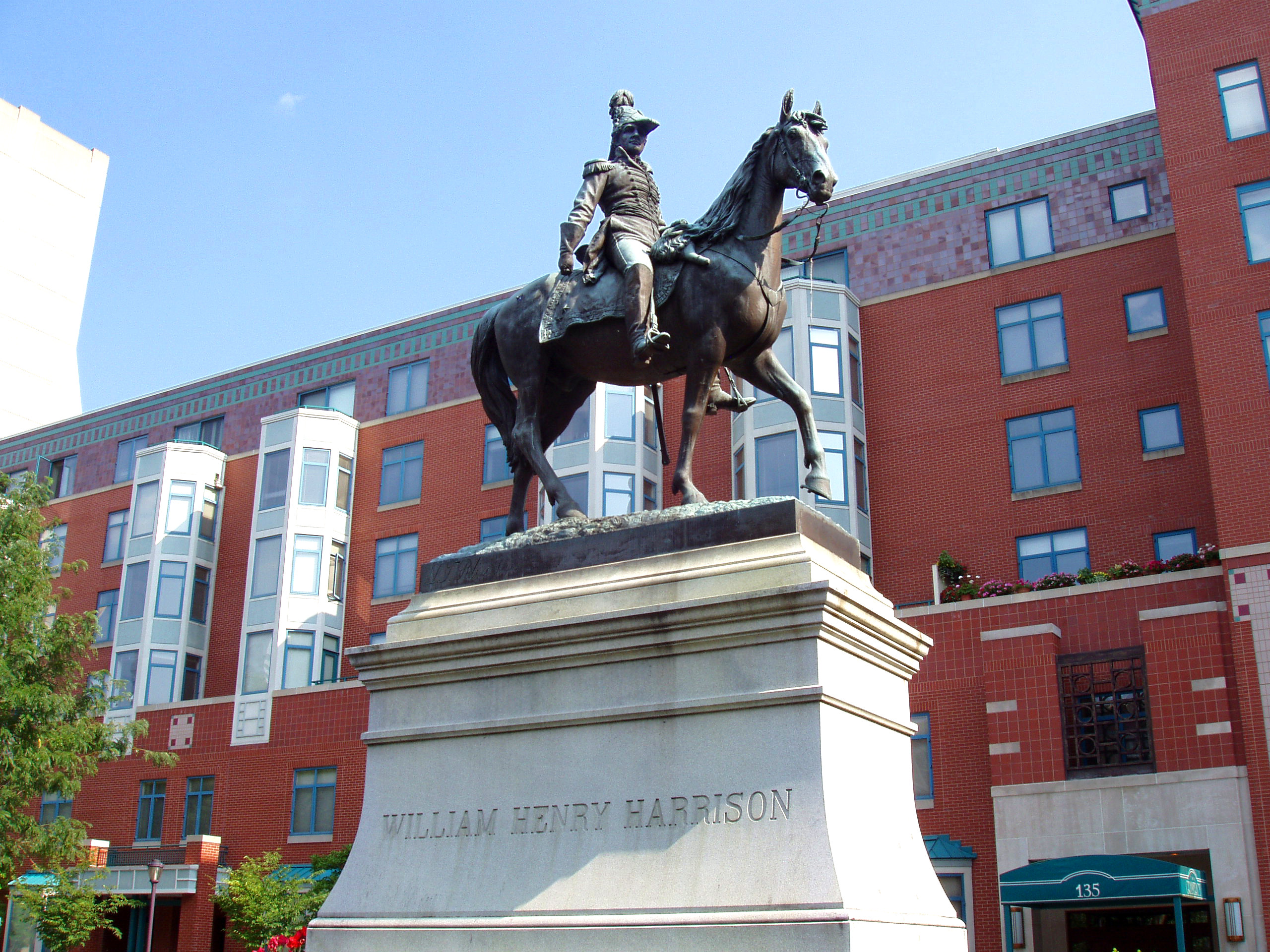
Памятник президенту США генералу Уильяму Генри Гаррисону, Цинциннати
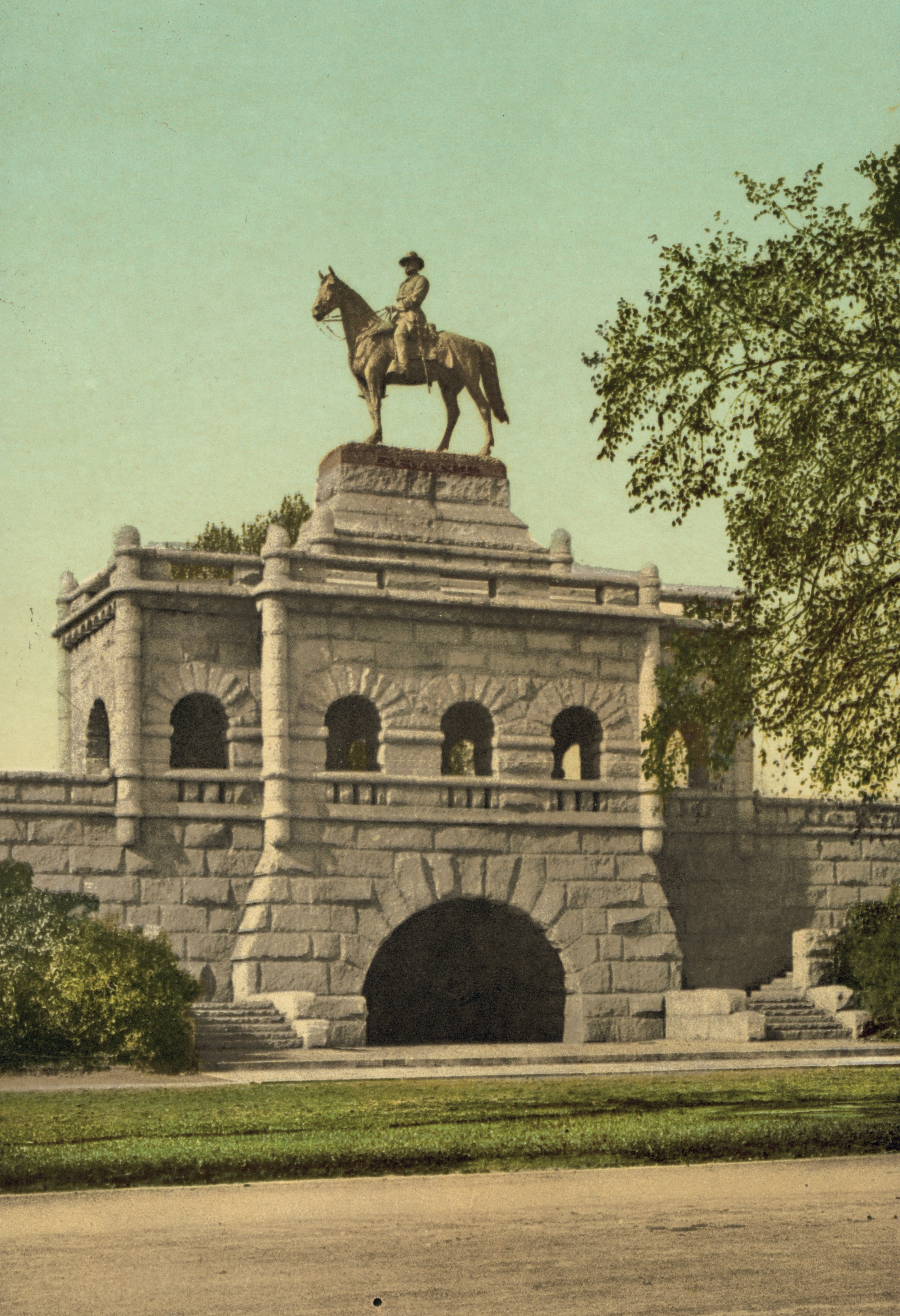
Памятник президенту США генералу Улиссу Гранту, Чикаго
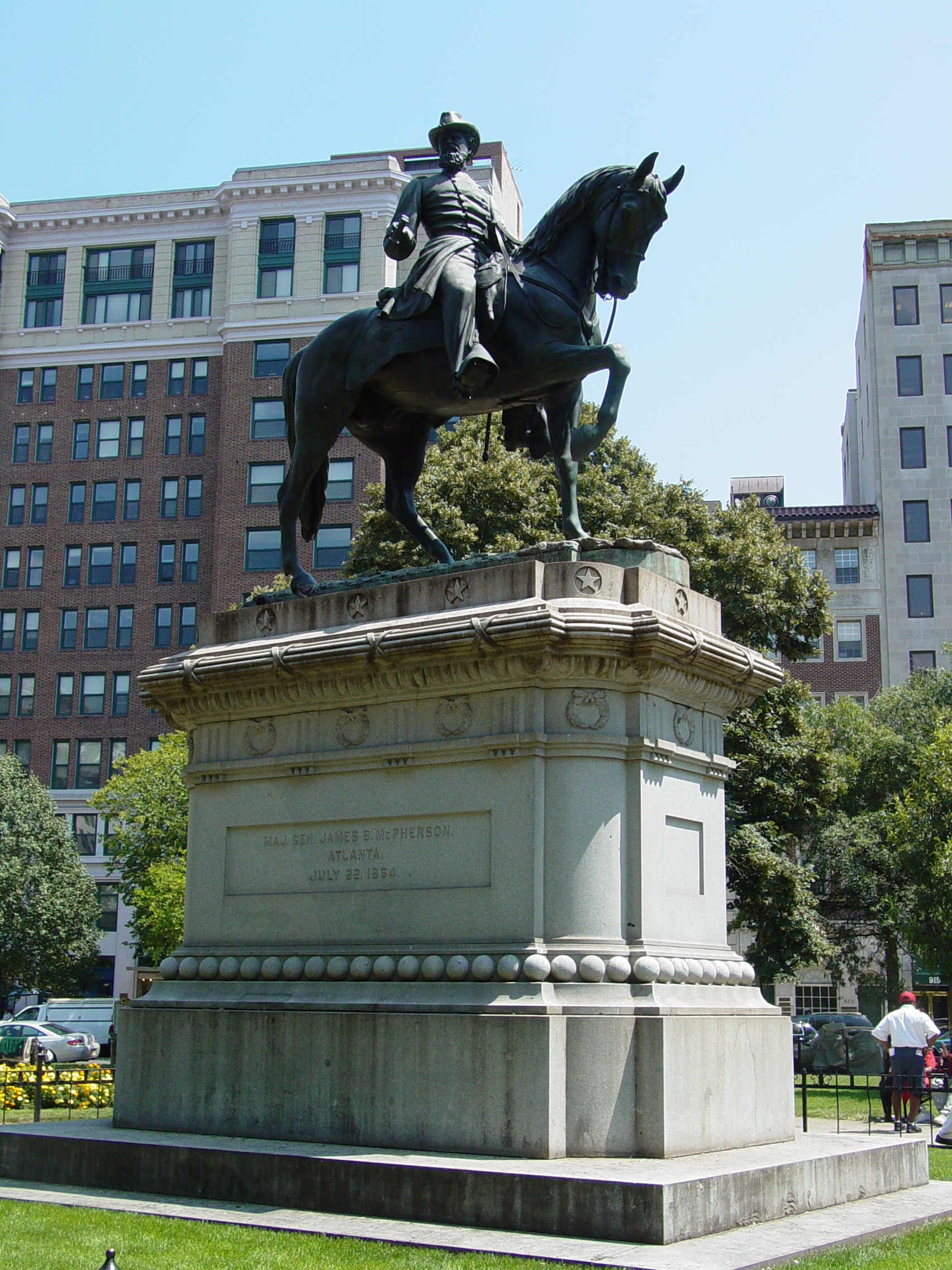
Памятник генералу Джеймсу Бердсею Макферсону, Вашингтон, округ Колумбия